# Aedes Architekturforum
Das Aedes Architekturforum in Berlin ist Deutschlands erste private Architekturgalerie, die international in der Kommunikation von Architekturkultur, Stadtgestalt und themenverwandter Inhalte tätig ist.

## Zielsetzung
Aedes – was sowohl lästig (griechisch) wie auch Haus oder Tempel (lateinisch) bedeuten kann – sieht seine Aufgabe darin, Baukultur und Architektur in den Mittelpunkt des öffentlichen Interesses zu rücken sowie architektonische Visionen, nachhaltige urbane Konzepte, Stadtplanung und Landschaftsarchitektur darzustellen und zu vermitteln. In mehr als 350 Ausstellungen und begleitenden Katalogen hat Aedes namhafte Architekten und heutige Pritzker-Preisträger wie Zaha Hadid, Thom Mayne, Daniel Libeskind, Frank Gehry, Rem Koolhaas oder Diébédo Francis Kéré und ihre Arbeiten vorgestellt, lange bevor sie Weltruhm erlangten. Neben 10–16 Ausstellungen pro Jahr unterstützen begleitende Symposien, Vortragsreihen und Diskussionsabende den Dialog nach außen – sowohl mit dem Fachpublikum als auch mit interessierten Laien.

## Geschichte
Gegründet wurde die „Galerie Aedes“ 1980 in der Grolmanstraße in Berlin von Kristin Feireiss und Helga Retzer, damalige Leiterin des Berliner Künstlerprogramms des DAAD und Freundin des englischen Künstlers Eduardo Paolozzi. „In memoriam Kongresshalle Berlin“ war der Titel der Eröffnungsausstellung in Charlottenburg, die dem Vorbild der 1975 gegründeten „Spaced Gallery“ der New Yorker Architektin und Autorin Judith Newman York folgte.
Am 3. Juni 1989 zog die damalige Galerie Aedes in die Stadtbahnbögen am Savignyplatz.
Die zweite viel beachtete Ausstellung im Rahmen Berlins als Kulturstadt Europas 1988 war „Berlin – Denkmal oder Denkmodell? – Architektonische Entwürfe für den Aufbruch in das 21. Jahrhundert“, die kurz vor dem Fall der Mauer die Risiken und Chancen einer geteilten Stadt thematisierte. Beteiligt an dieser „offenen Gestaltungskonzeption“ der ehemaligen Hauptstadt, die als Wanderausstellung im Rahmen Berlins als Kulturstadt Europas in Kiew, Wien und Paris gezeigt wurde, waren bedeutende deutsche und ausländische Künstler und Architekten wie Christoph Ingenhoven, Daniel Libeskind, Gottfried Böhm, Coop Himmelb(l)au, Rob Krier, Zaha Hadid, Otto Steidle, Franco Stella, Peter Cook, Gustav Peichl, Axel Schultes, Claus Bury und Lebbeus Woods. Die Ausstellung mit 82 Teilnehmern wurde vom Berliner Senator für Bau- und Wohnungswesen veranstaltet und in der Staatlichen Kunsthalle Berlin und im Neuen Berliner Kunstverein gezeigt.
Ab 1995 hatte Aedes eine zweite Dependance im Osten, die Kristin Feireiss (1942–2025) gemeinsam mit Hans-Jürgen Commerell 1995 unter dem Namen Aedes East in den Hackeschen Höfen in Berlin-Mitte eröffnete, ab 1996 unter Mitwirkung der Kulturwissenschaftlerin Ulla Giesler.
Die Arbeit des Architekturforums wurde mehrfach mit Preisen und Ehrungen ausgezeichnet. 2001 wurde Kristin Feireiss für ihr Engagement bei der Vermittlung von Architektur und die Verstärkung bilateraler Beziehungen mit dem Bundesverdienstkreuz am Bande geehrt.
Seit Juni 2006 befindet sich das Architekturforum Aedes am Pfefferberg im Ortsteil Prenzlauer Berg.

## Ausstellungen
Das Architekturforum hat bis heute mehr als 350 Ausstellungen gezeigt. Darunter:
- ArchiAid: Rethinking-Reconstruction zum Wiederaufbau nach dem Tsunami 2011 in Japan.[2]
- Christoph Ingenhoven: Stuttgart Main Station - A Once-in-a-Century Project Becomes Reality.[3]